# Међународна година мира
Међународна година мира (енгл. International Year of Peace) је 1986, по одлуци Генералне скупштине Уједињених нација.

## Историјат
Међународне године Уједињених нација, почевши од Светске године избеглица 1959—1960, одређују се како би се светска пажња усмерила на важна питања. 
Међународна година мира је први пут предложена током конференције Уједињених нација у новембру 1981. од стране Економског и социјалног савета Уједињених нација, са датумом који се везује за четрдесету годишњицу успостављања Уједињених нација.

### Бахаи вера
Јануара 1985. Универзална кућа правде, главна институција Бахаи вере, је послала писмо свим националним скупштинама које су задужене за религију у стотинама земаља, да прецизирају циљеве заједнице за Међународну годину мира. Ови циљеви су укључивали спонзорске активности на тему мира која је приоритет религије: привлачење пажње људи на релевантне теме везане за мир, промотивне кампање за подстицање ових циљева, објављивање нове литературе и већ постојећих серијских публикација на ову тему и пуштање програма на тему мира на радио станицама. Удружење за бахаи студије је своје научне активности посветио миру, као и уметници и музичари.
Одељење за статистику је објавило резиме остварених пројеката:
| Програми                       | Свет | Африка | Америке | Азија | Аустралазија | Европа |
| ------------------------------ | ---- | ------ | ------- | ----- | ------------ | ------ |
| Образовање                     | 732  | 169    | 115     | 427   | 13           | 8      |
| Здравствене и социјалне услуге | 78   | 28     | 14      | 25    | 2            | 9      |
| Радио станице                  | 5    | 0      | 5       | 0     | 0            | 0      |
| Пољопривреда и шумарство       | 74   | 35     | 13      | 20    | 5            | 1      |
| Развој заједнице               | 358  | 60     | 266     | 12    | 7            | 13     |
| Укупно                         | 1247 | 292    | 413     | 484   | 27           | 31     |

### Црвени крст
Током двадесет пете конференције, 1986. године, Црвени крст је признао Међународну годину мира. У двадесет седмој резолуцији те конференције су истакли свој циљ спречавања и ублажавања људске патње, заштите живота и здравља и унапређивања трајног мира и међународне сарадње.

### Кина
Поводом Међународне године мира је написана песма „Сутра ће бити боље” (кин: 明天會更好). Музички концерти су одржани у Пекингу и Хонгконгу.

## Лого
Лого Међународне године мира чине две руке које пуштају белу голубицу окружену ловоровом круном сличном амблему Уједињених нација. Представљен је на различитим поштанским маркама и на билбордима током Светског првенства у фудбалу 1986. у Колумбији.